# Maurim Vieira de Souza
Maurim Vieira de Souza (São Paulo, 1 de mayo de 1988) es un futbolista y juega de defensa izquierdo y su actual equipo es Coimbra Esporte Clube, de la Primera División de Brasil.